# Non-Eric
Non-Eric (* 3. August 1960 in Bonn; eigentlich Hans Jörg Bordin, geb. Nonn) ist ein deutscher Musiker und Produzent.

## Leben
Non Eric war ca. 1978 Gründungsmitglied der Bonner Band „Steam Pig“. Anschließend spielte er Synthesizer bei den elektronischen Avantgarde-Krakeelern „Pension Stammheim“, das als viertes Bonner „Signing auf 5te Gangart“ aufgrund ihrer unterhaltsamen Live-Auftritte Geschichte machte.
1991 gründete Non Eric zusammen mit Beate Bordin das Label Lunatec ausschließlich zur Veröffentlichung von Eigenproduktionen. Tracks wie Big Bang und Superstitious unter dem Projektnamen Luxor zählen zu den Klassikern des Trance- & Techno-Genres. Zu den international erfolgreich und weltweit lizenzierten Club-Tracks gehören außerdem Ovation - Book of Revelation, Dee Rex - Soilent Green und El Diablo von Fuego. Auf Lunatec erschien auch die Kooperation mit dem Frankfurter DJ Dag unter dem Projektnamen Crazy Malamute.
Er veröffentlichte 2002 sein letztes kommerzielles Album Urban Chill House 2 über Zomba Records. Das Album war die „Compilation des Monats“ im Magazin Raveline und schloss Non-Erics „Electronic Dance“-Phase ab.
Non-Eric produzierte weiterhin Remixe für Alphaville und Marc Almond. Einige der über 100 veröffentlichten Maxi-Vinyl-Singles werden auch heute noch für Compilations lizenziert. Sein aktuelles Projekt ist WETIKO, ein nicht kommerzielles Pop-Projekt.
Seine erste Single Signs of Vice von Volkstanz erschien bereits 1981 auf 5te Gangart Records, wo er mit Pension Stammheim 1982 sein erstes Album veröffentlichte. Musikalisch war dies die elektronische Weiterentwicklung seiner „Wave-Wurzeln“. Non Erics erste Band The Plague spielte noch Punk-Songs nach. Sein Künstlername steht für „kein (Non) Eric Clapton“.
Er arbeitete unter anderem für die Musiksoftwarefirmen Steinberg von 1987 bis 1991 als Marketing und Sales Manager und Native Instruments (2003) als OEM Sales Manager und gründete im November 2004 mit Karl Steinberg und Manfred Rürup digitalmusician.net, eine Internet-Plattform für Musiker.
Seit 2006 betreibt er den Videoblog „MusoTalk“ und veröffentlicht regelmäßig Videos rund ums Recording (Produkttests und Interviews). Bisher sind über 1500 Videos auf dem Videokanal veröffentlicht worden und der YouTube-Kanal "MusoTalk" hat aktuell 30.000 Abonnenten.